# Giulio Scandellari
Pour les articles homonymes, voir Scandellari.
Giulio Scandellari, né à Bologne, est un peintre baroque italien.

## Biographie
Giulio Scandellari naît à Bologne, quelque part dans la première moitié du XVIIIe siècle et fait partie d'une famille d'artistes. Pietro et Giuseppe sont peintres, tandis que Giaomo Antonio et Filippo sont sculpteurs.
Il est actif à Bologne durant la seconde moitié du XVIIIe siècle. 

## Œuvres
Giulio Scandellari est connu pour sa peinture de sainte Anne dans l'église de la Madone à l'Aurore (San Martino delle Bollette) à Casalecchio di Reno.
- La Liseuse de cartes, huile sur toile, 76 × 96 cm, XVIIIe siècle, vendue à une collection privée en 2015[4].